# Dmitri Gawrilowitsch Bibikow

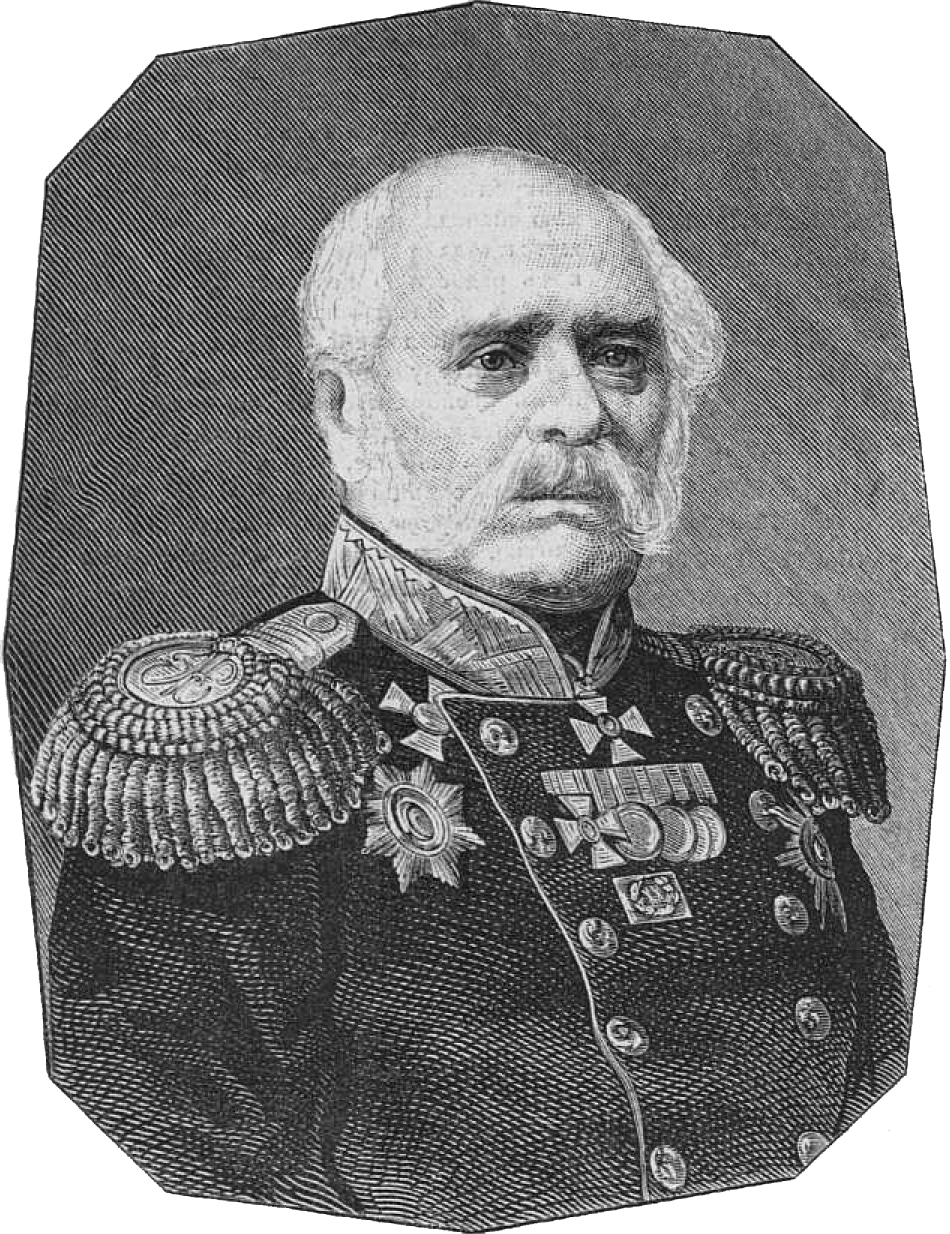
Dmitri Bibikow, 1850er Jahre

Dmitri Gawrilowitsch Bibikow (russisch Дмитрий Гаврилович Бибиков; * 18. Märzjul. / 29. März 1792greg. in Balownjowo, Gouvernement Rjasan, Russisches Kaiserreich; † 22. Februarjul. / 6. März 1870greg. in Sankt Petersburg) war ein russischer General und Politiker.
Von 1837 bis 1852 war er Militärgouverneur von Kiew und Generalgouverneur von Kiew, Podolien und Wolhynien und zwischen 1852 und 1855 war er Innenminister des Russischen Kaiserreiches.

## Leben
Dmitri Bibikow kam am 29. März 1792 im Dorf Balownjowo (Баловнёво) im Ujesd Dankow des russischen Gouvernement Rjasan als Sohn des russischen Generalmajors Gawriil Iljitsch Bibikow (Гавриил Ильич Бибиков; 1747–1803) zur Welt. Er trat 1808 als Kornett in das Weißrussische Husarenregiment der Kaiserlich Russischen Armee ein und nahm am Russisch-Türkischen Krieg von 1806–1812 und am Vaterländischen Krieg von 1812 teil. Im Krieg gegen Napoleon kämpfte er unter anderem in der Schlacht bei Kljastizy und der Schlacht um Smolensk, bis ihm in der Schlacht bei Borodino der linke Arm von einer Kanonenkugel abgerissen wurde. Aufgrund seiner Verletzungen wurde er 1819 aus dem aktiven Militärdienst entlassen.

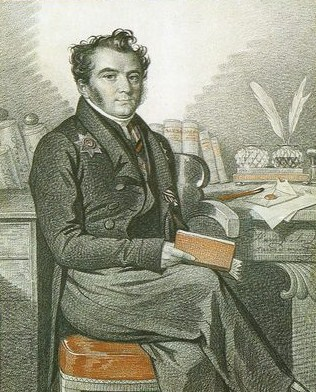
Karl von Hampeln, Dmitri Bibikow, 1820er Jahre

Daraufhin wurde er zunächst Vizegouverneur vom Gouvernement Wladimir. Anschließend war er in selber Position im Saratow und Moskau tätig. In den Jahren 1825 bis 1835 war er Direktor der Außenhandelsabteilung und machte während seiner Amtszeit den Missbräuchen in der Zollabteilung ein Ende, was ihm den Respekt von Kaiser Nikolaus I. einbrachte.
Am 29. Dezember 1837 wurde er zum Militärgouverneur von Kiew und Generalgouverneur von Kiew, Podolien und Wolhynien ernannt. Dieses Amt hatte er bis 1852 inne. In diesem Zeitraum wurde er zunächst zum Generaladjutanten und später zum General der Infanterie befördert und 1848 zum Mitglied der Staatsrats ernannt. Als Generalgouverneur setzte er die Russifizierung der Rechtsufrigen Ukraine durch. So führte er die russische Gesetzgebung ein, tauschte die ukrainische Beamtenschaft durch eine russische und beschnitt die Privilegien des polnischen Adels und des Priestertums. Zur Erforschung der Altertümer und der Natur seines Machtbereiches wurde auf seine Initiative hin das Zentralarchiv für Antike Akte, die Vorläufige Kommission in Kiew zur Überprüfung antiker Akte und die Ständige Kommission für die Beschreibung der südwestlichen Provinzen gegründet, bei der auch Taras Schewtschenko als Maler tätig war. Außerdem wurde während seiner Amtszeit in Kiew der Chreschtschatyk angelegt sowie der heutige Oktober-Palast, die Nikolaus-Kettenbrücke und das Hauptgebäude der Wladimir-Universität erbaut.
Unter Bibikow wurde 1847 die Kyrill-und-Method-Bruderschaft zerschlagen und deren Mitglieder, darunter Taras Schewtschenko, Pantelejmon Kulisch, Wassyl Biloserskyj, Opanas Markewytsch, Dmytro Pyltschykow und Mykola Hulak verurteilt. Schewtschenko verewigte den Gouverneur 1857 in seinem Gedicht „Юродивый“ und nannte Bibikow Korporal Gawrilowitsch Armlos.
Vom 30. August 1852 an war er Innenminister des Russischen Reiches, bis er am 20. August 1855 krankheitsbedingt aus diesem Amt entlassen wurde. Bibikow starb 77-jährig in Sankt Petersburg und wurde dort auf dem Tichwiner Friedhof bestattet.

## Ehrungen
Dmitri Bibikow erhielt zahlreiche Ehrungen. So trug der heutige Taras-Schewtschenko-Boulevard in Kiew von 1869 bis 1919 seinen Namen. Außerdem war er unter anderem Träger folgender Orden und Ehrenzeichen:
- Russischer Orden des Heiligen Georg
- Orden des Heiligen Wladimir
- Orden des Heiligen und Rechtgläubigen Großfürsten Alexander Newski
- Russischer Orden der Heiligen Anna
- Sankt-Stanislaus-Orden
- Österreichisch-kaiserlicher Leopold-Orden